# Осот сірий
Осот сірий (Cirsium canum) — вид рослин з родини айстрових (Asteraceae), поширений у Європі й на схід до зх. Сибіру й на південний схід до Ірану.

## Опис
Багаторічна трав'яниста рослина 30–100 см заввишки. Корені потовщені, веретеноподібні. Всі листки довгасто-ланцетні, пильчато-зубчасті. Стебла під кошиками клочкувато-павутинисті до повстяно-павутинистих, в нижній частині облиствені й під листками крилаті, у верхній — безлисті або з дрібними верхівковими листками. Зовнішні та середні листочки обгортки раптом звужені в відігнуті гострим кінцем. Кошики 2.5–5 см в діаметрі. Квітки червоні.

## Поширення
Поширений у Європі й на схід до зх. Сибіру й на пд.-сх. до Ірану.
В Україні вид зростає на засолених луках — на б. ч. території крім Криму.

## Галерея

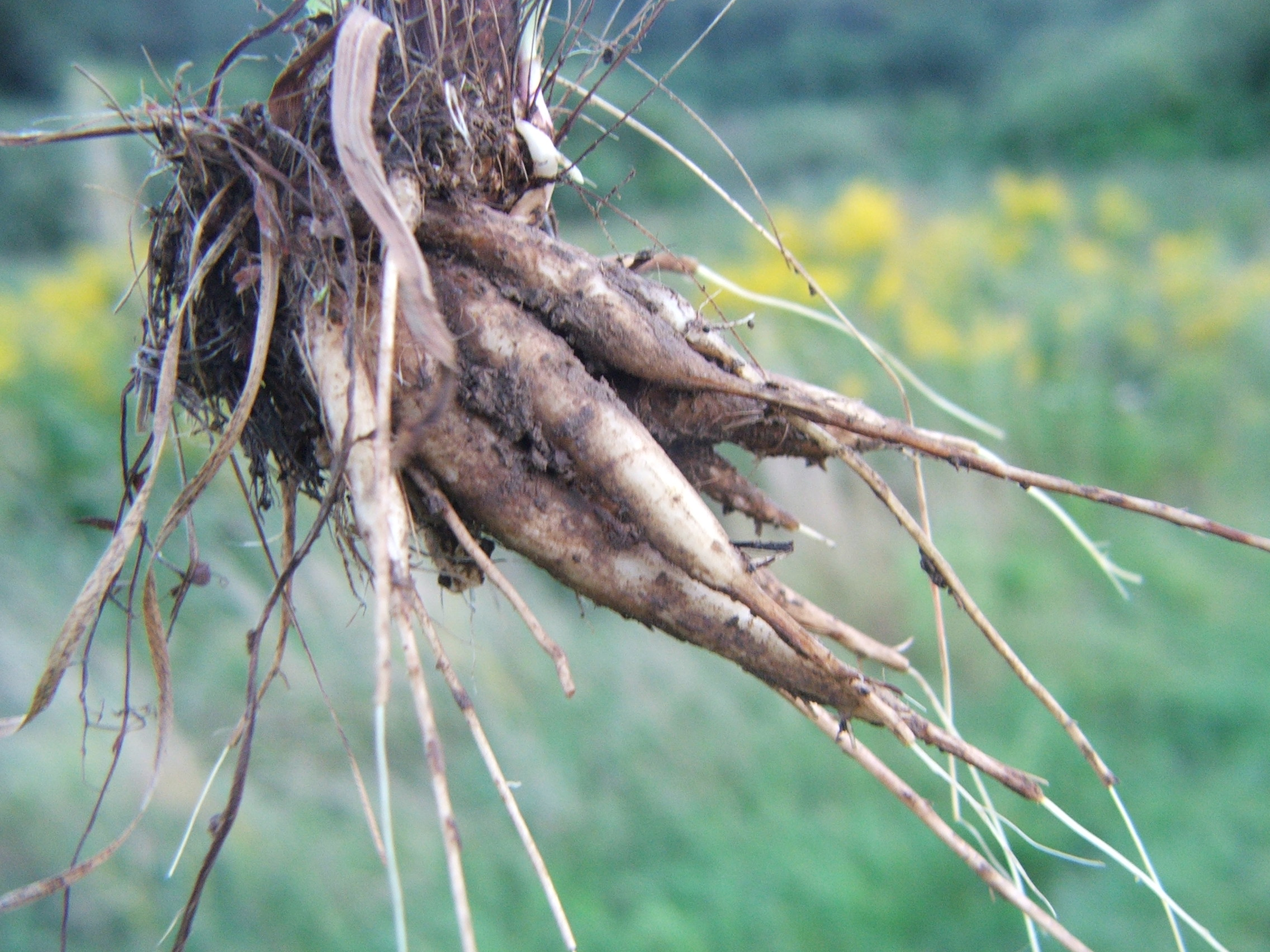
корені
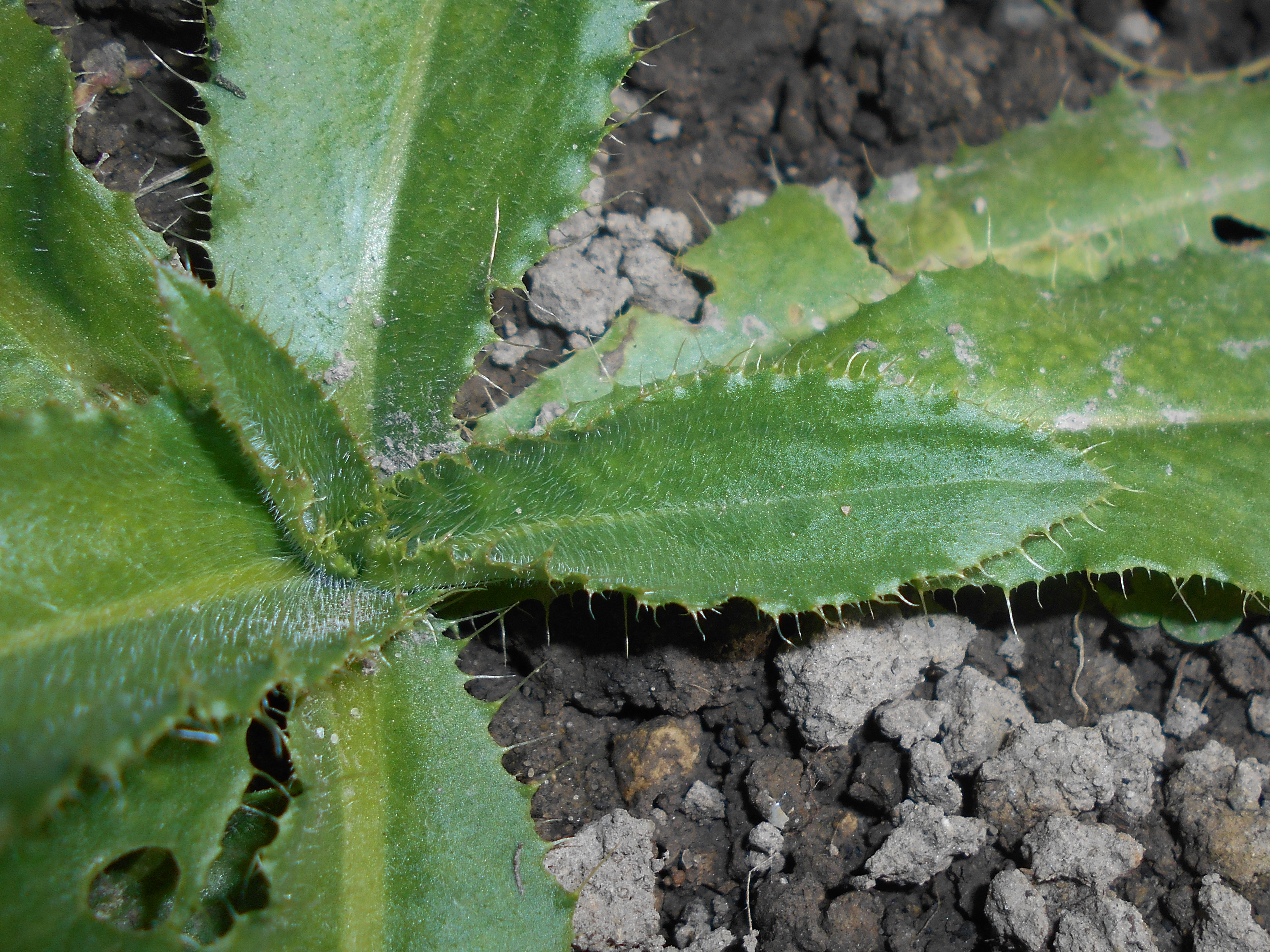
листя
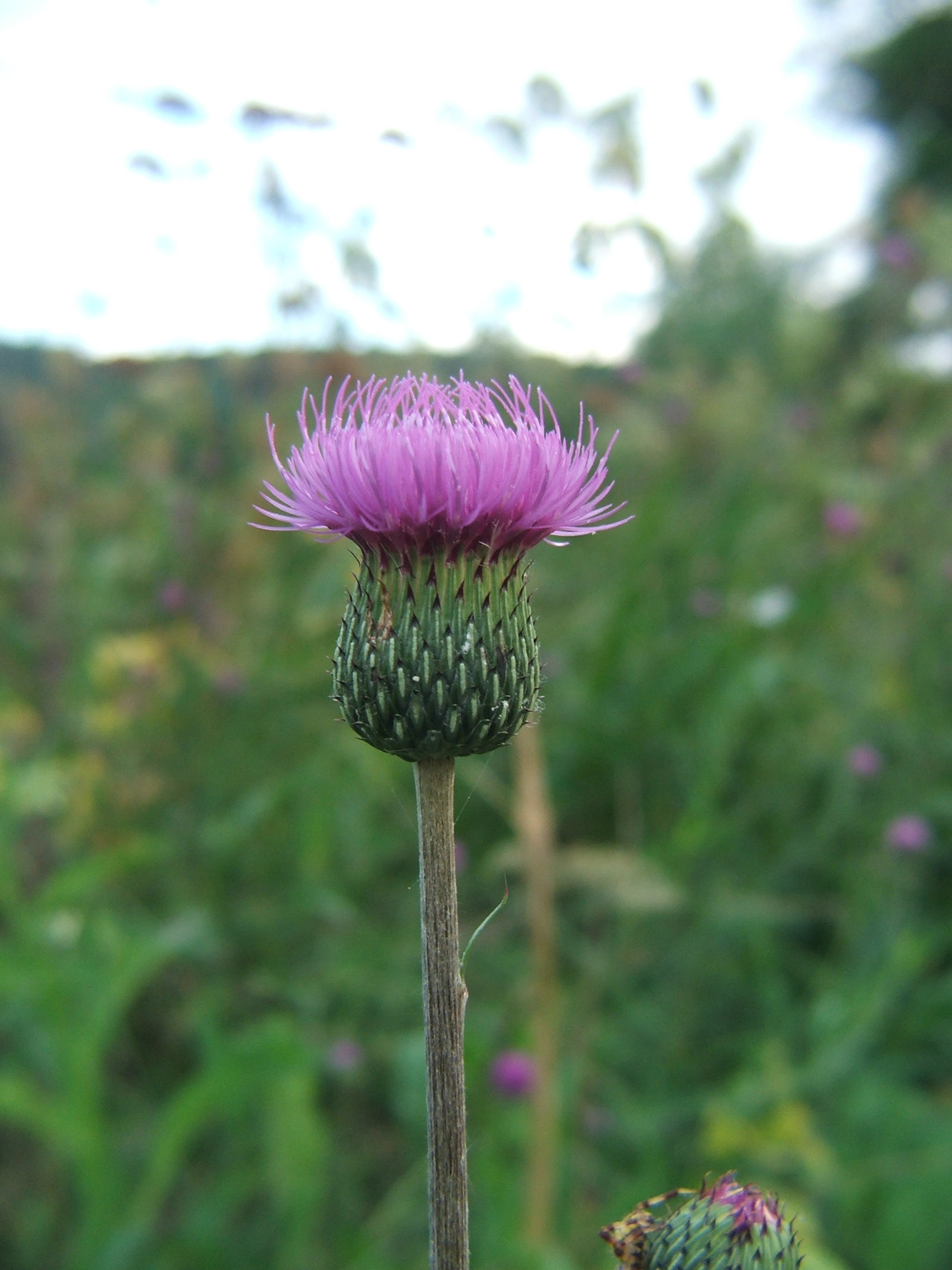
суцвіття
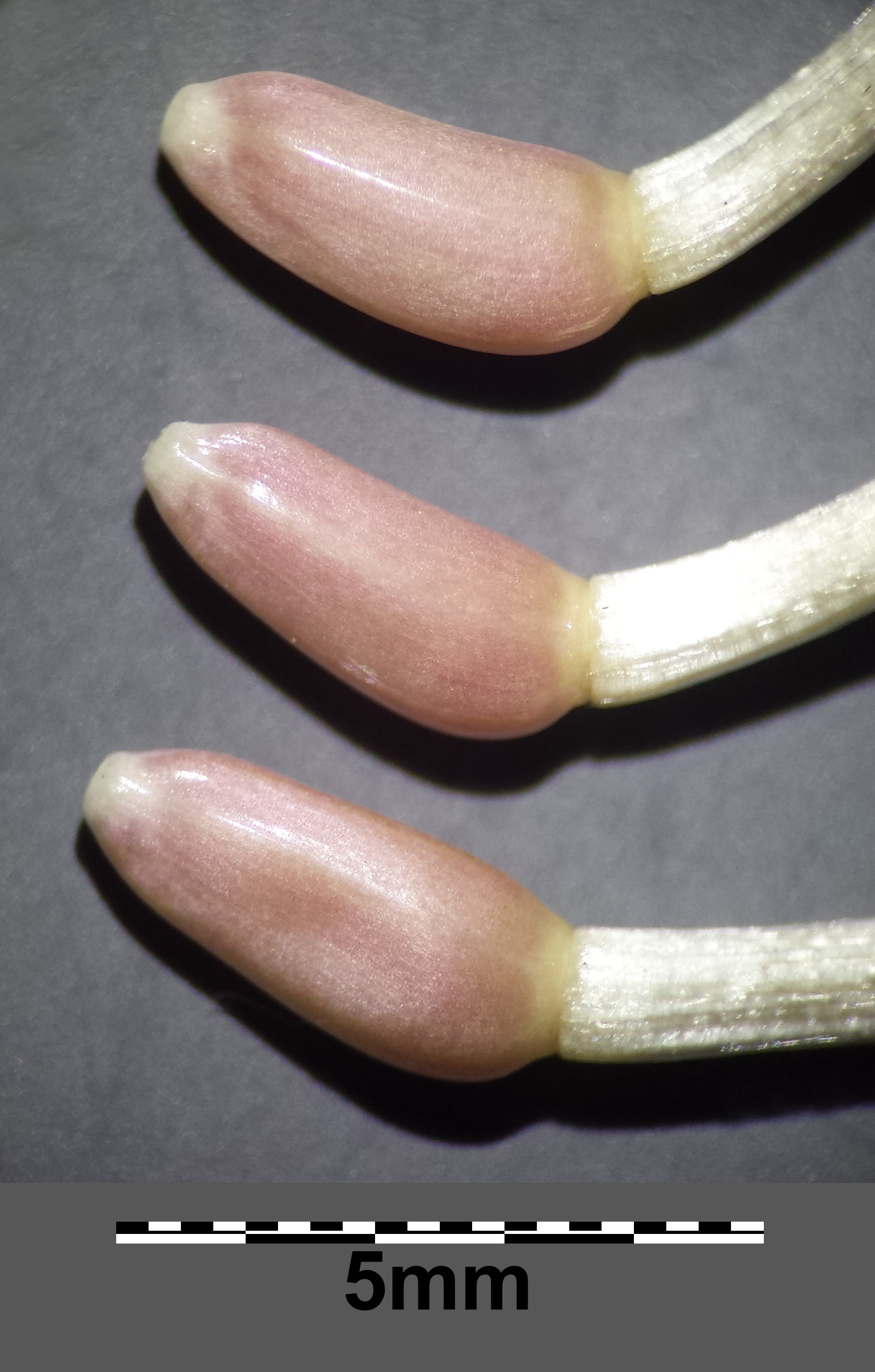
сім'янки
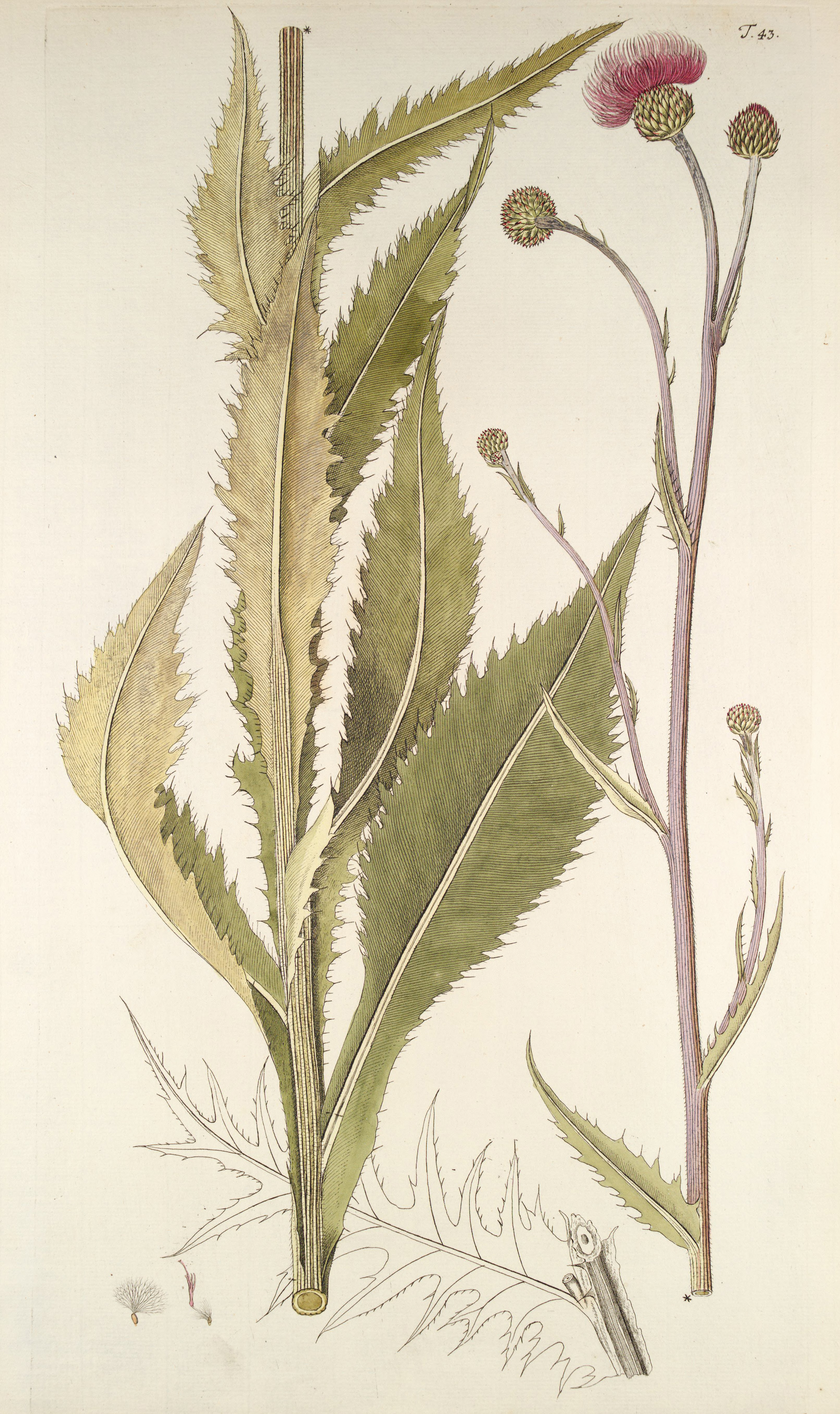
ілюстрація